# Vicky Batta
Vicky Batta (* 9. April 1981) ist ein ehemaliger indischer Gewichtheber.

## Karriere
Batta gewann bei den Commonwealth Games 2002 Bronze im Zweikampf und Silber im Stoßen in der Klasse bis 56 kg. 2003 erreichte er bei den Asienmeisterschaften den sechsten Platz. 2004 stellte er mit 117,5 kg im Reißen einen neuen indischen Rekord auf. Bei den Weltmeisterschaften 2005 belegte er Platz 14. 2006 gewann er bei den Commonwealth Games die Silbermedaille. Bei einer Trainingskontrolle wurde er 2009 positiv auf Metandienon getestet und anschließend für zwei Jahre gesperrt.